# Есрейндж
Есрейндж (на английски: Esrange) е ракетна база с изследователски център, намиращ се край град Кируна в Северна Швеция.
От него се пускат балони, които изследват високите слоеве на атмосферата, изследва се полярното сияние, изстрелват се свръхзвукови ракети, следят се сателити и се извършват други допълнителни дейности.
Есрейндж се намира на 200 km северно от полярния кръг в обширна дива зона, което го прави идеално място за извършване на гореспоменатите дейности. Има частна инициатива ракетната база да бъде превърната в център за космически туризъм през 2011 г.
Базата е построена от Европейската организация за космически изследвания (ESRO) – предшественикът на Европейската космическа агенция, през 1972 г.